# Медова трава
Медова трава (Holcus) — рід трав'янистих рослин родини тонконогові (Poaceae). Етимологія: від дав.-гр. ὁλκός, отримане від дав.-гр. ελκω — я виймаю, оскільки траву використовували для зв'язування пальців для витягування шипів.

## Опис
Це однорічні або багаторічні більш-менш волосаті трав'янисті рослини. Листові пластини плоскі. Суцвіття — від помірно до густо щільні волоті. Колоски стиснені з боків; квіточок 2: нижня квіточка двостатева, верхня квіточка тичинкова; колоскові луски приблизно рівні, нижня 1-жильна, верхня 3-жильна; леми блискучі, округлі на спині, невиразно жильні, верхівка тупа або 2-зубчаста; верхні квіткові луски трохи коротші, ніж леми, мембранні.

## Поширення
Вісім видів: пн. Африка, пд.-зх. Азія, Європа. Віддають перевагу холодному й помірному клімату.
В Україні зростають:
- Holcus lanatus L. — медова трава шерстиста або вовниста[1]
- Holcus mollis L. — медова трава м'яка